# Colaboração

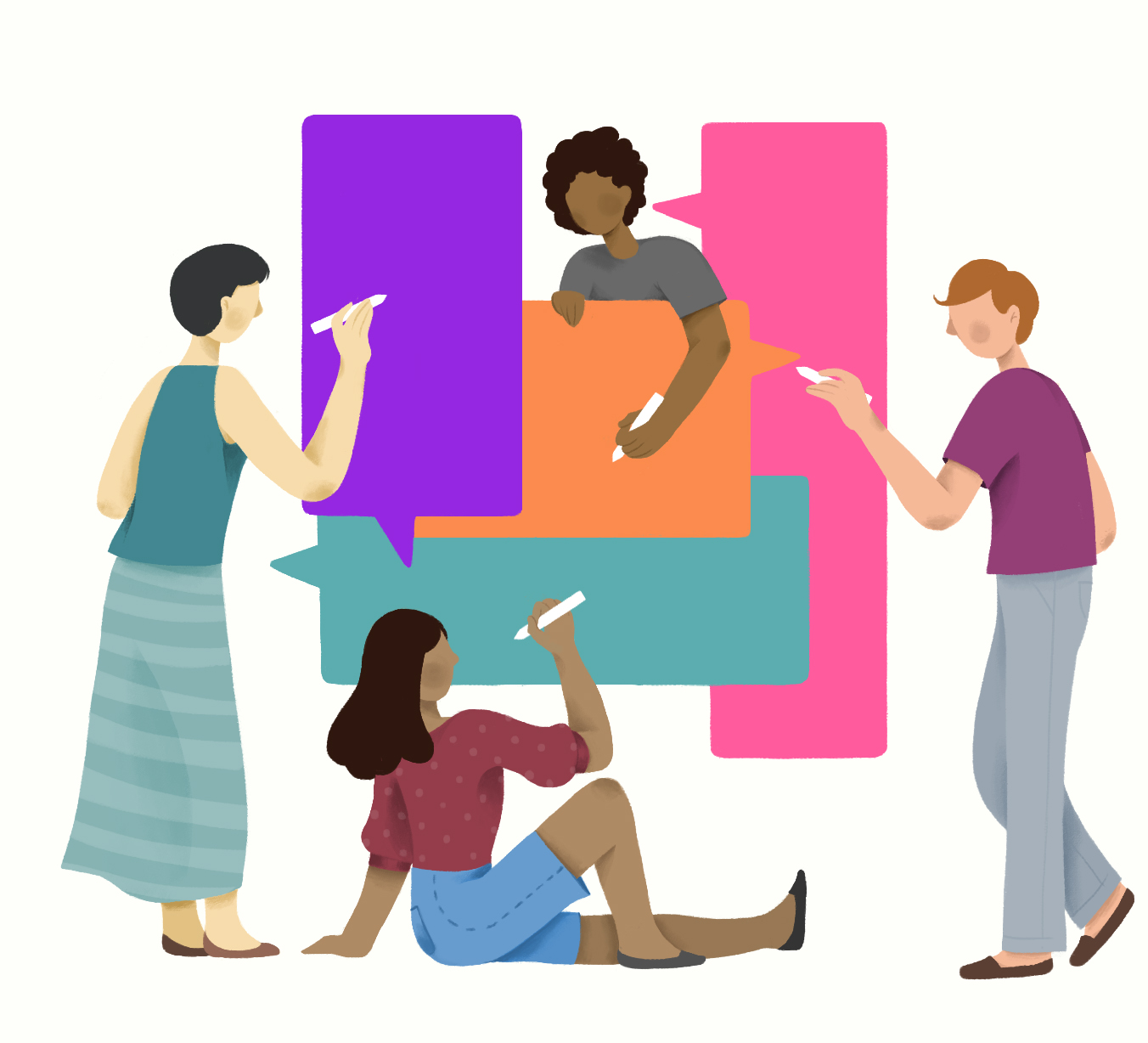
Pessoas podem trabalhar de modo colaborativo mesmo que seja de forma livre e espontânea, sem a imposição profissional.

Colaboração (do Latim com- "com" + laborare "trabalhar") é o processo em que duas ou mais pessoas, entidades ou organizações trabalham juntas para completar uma tarefa ou atingir um objetivo. A colaboração é similar à cooperação. Muitas vezes a colaboração requer liderança, (principalmente quando ligada a uma lógica empresarial) embora a forma de liderança possa ser social em um grupo descentralizado e igualitário. Equipes que trabalham colaborativamente frequentemente têm acesso a recursos, reconhecimento e recompensas maiores ao enfrentar competição por recursos limitados.
Métodos estruturados de colaboração incentivam a introspecção de comportamento e comunicação. Tais métodos visam aumentar o sucesso das equipes à medida que se envolvem na solução colaborativa de problemas. A colaboração está presente em objetivos opostos, exibindo a ideia de colaboração adversarial, embora esse não seja um uso comum do termo. Em seu sentido aplicado, "uma colaboração é uma relação intencional em que todas as partes escolhem estrategicamente cooperar para alcançar um resultado compartilhado". O comércio entre nações é uma forma de colaboração entre duas sociedades que produzem e trocam diferentes portfólios de bens.
Com o advento da internet, diversos sistemas colaborativos especializados puderam ser criados e/ou aprimorados, em especial após o surgimento da Web 2.0 e a disseminação de licenças livres.

## Exemplos históricos

#### Comércio
O comércio teve início na pré-história e continua a existir porque beneficia todos os seus participantes. Os povos pré-históricos faziam trocas de bens e serviços entre si sem utilizar uma moeda moderna. Peter Watson data a história do comércio à distância de cerca de 150.000 anos atrás. O comércio existe porque diferentes comunidades têm vantagem comparativa na produção de bens comercializáveis.

#### O Império Romano
O Império Romano usava a colaboração através do controle visível, que durou de 31 a.C. até (no leste) 1453 d.C., em cerca de cinquenta países. O crescimento do comércio foi apoiado pela administração estável dos romanos. Evidências mostram que o Império Romano e Júlio César foram influenciados pelo escritor grego Xenofonte em seu livro "A Educação de Ciro", sobre liderança. Isso diz que "laços sociais, e não o comando e controle, deveriam ser os principais mecanismos de governança". A professora de clássicos Emma Dench observa que o Império Romano estendeu a cidadania "aos inimigos, ex-inimigos do Estado, às pessoas que os ajudaram. Os romanos eram incrivelmente bons em cooptar pessoas e ideias". Os romanos criaram um império estável que beneficiou tanto os países governados quanto os aliados. Ouro e prata foram moedas criadas pelos romanos que apoiaram uma economia de mercado, levando ao comércio dentro do Império Romano e impostos.

#### Hutterites, Áustria (fundada no século XVI)
Nas comunidades Hutteritas, unidades habitacionais são construídas e atribuídas a famílias individuais, mas pertencem à colônia com pouca propriedade pessoal. As refeições são feitas por toda a colônia em um longo espaço comum.

#### Oneida Community, Oneida, Nova York (1848)
A Comunidade Oneida praticava o Comunalismo (no sentido de propriedade e posses comuns) e a Crítica Mútua, onde todos os membros da comunidade eram sujeitos à crítica por comitê ou pela comunidade como um todo, durante uma reunião geral. O objetivo era remover traços de caráter ruins.

#### Kibbutzim (1890)
Um kibutz é uma comunidade coletiva israelense. O movimento combina socialismo e sionismo buscando uma forma de sionismo trabalhista prático. Escolhendo a vida comunitária e inspirados em sua própria ideologia, os membros do kibutz desenvolveram um modo de vida comunitário. Os kibutzim duraram várias gerações como comunidades utópicas, embora a maioria tenha se tornado empreendimentos capitalistas e cidades comuns.

#### Projeto Manhattan
Durante a Segunda Guerra Mundial, os Aliados realizaram um projeto colaborativo chamado Projeto Manhattan que desenvolveu a primeira bomba atômica. O projeto foi uma colaboração entre os Estados Unidos, o Reino Unido e o Canadá.
O valor deste projeto como uma influência na colaboração organizada é atribuído a Vannevar Bush. No início de 1940, Bush fez lobby para a criação do Comitê Nacional de Pesquisa de Defesa. Frustrado com as falhas burocráticas anteriores na implementação de tecnologia na Primeira Guerra Mundial, Bush procurou organizar o poder científico dos Estados Unidos para obter maior sucesso.
O projeto teve sucesso em desenvolver e detonar três armas nucleares em 1945: uma detonação de teste de uma bomba de implosão de plutônio em 16 de julho (o teste Trinity) perto de Alamogordo, Novo México; uma bomba de urânio enriquecido chamada "Little Boy" em 6 de agosto sobre Hiroshima, Japão; e uma segunda bomba de plutônio, chamada "Fat Man", em 9 de agosto sobre Nagasaki, Japão.

## Nas artes e educação
- Aprendizagem colaborativa
- Escrita colaborativa

## Na informática e na internet
No ambiente virtual da internet, a cooperação entre os internautas resultou na estruturação de diversas atividades colaborativas distintas, dentre elas:
- Wikipédia
- Blogue colaborativo
- Mapeamento colaborativo
- Software colaborativo

## No setor de produção e serviços
- Consumo colaborativo
- Logística colaborativa
- Produção colaborativa